# Junagadh (stato)
Lo Stato di Junagadh fu uno Stato principesco del subcontinente indiano, avente per capitale la città di Junagadh.

## Storia
Mohammad Bahadur Khanji I, che fu alleato del sultano di Ahmedabad, fondò lo Stato di Junagadh con l'espulsione da quei territori del governatore moghul e la dichiarazione dell'indipendenza dall'impero nel 1748. Mohammad Bahadur Khanji I, che assunse il nome di "Zaid Khan" quando prese il potere a Junagadh, divenendo il fondatore della dinastia Babi. I suoi discendenti, i nawab di Junagadh, conquistarono buona parte dei territori a sud della penisola di Saurashtra e governarono sullo Stato per i successivi due secoli, dapprima come tributari dei maratha e poi sotto la sovranità britannica.
Nel 1807, infatti, lo Stato di Junagadh divenne un protettorato della Compagnia britannica delle Indie Orientali che ne ottenne praticamente il controllo dal 1818.
Nel 1947 con la dichiarazione dell'indipendenza dell'India, l'ultimo regnante Mohammad Mahabat Khanji III prese la decisione di unirsi al Pakistan, ma i cittadini che erano a maggioranza indù si rivoltarono e questo portò ad un plebiscito. Il risultato fu che la maggior parte della popolazione risultò favorevole ad una annessione all'India e così venne fatto.

## Governanti
I Nawab di Junagadh appartenevano alla dinastia Pathan Babi ed avevano il titolo di nawab con 13 colpi di cannone a salve come saluto ufficiale da parte delle autorità britanniche:
- 1735 - 1758 : Mohammad Bahadur Khanji I[3]
- 1758 - 1775 : Muhammad Mahabat Khanji I
- 1775 - 1811 : Muhammad Hamid Khanji I
- 1811 - 1840 : Muhammad Bahadur Khanji II
- 1840 - 1851 : Muhammad Hamid Khanji II
- 1851 - 1882 : Muhammad Mahabat Khanji II
- 1882 - 1892 : Muhammad Bahadur Khanji III
- 1892 - 1911 : Muhammad Rasul Khanji
- 1911 - 1948 : Muhammad Mahabat Khanji III

|  |  |  |  |